# Paul Thomas (muzyk)
Paul Thomas (ur. 5 października 1980 w Waldorf, Maryland) – basista, członek punkowego zespołu Good Charlotte, jeden z jego współzałożycieli.